# Ibn ʿAbd al-Hakam
Ibn ʿAbd al-Hakam, oft auch Ibn Abd-el-Hakem (mit vollem Namen أبو القاسم عبد الرحمن بن عبد الله بن عبد الحكم Abū l-Qāsim ʿAbd ar-Rahmān ibn ʿAbd Allāh Ibn ʿAbd al-Hakam, DMG Abū l-Qāsim ʿAbd ar-Raḥmān b. ʿAbd Allāh b. ʿAbd al-Ḥakam; * ca. 803 in Fustat; † 871), war ein muslimischer ägyptischer Geschichtsschreiber und Rechtsgelehrter.

## Leben
Ibn Abd al-Hakam stammte aus einer angesehenen Familie aus Fustat. Seine drei Brüder gelangten in teils hohe Positionen und wurden, wie schon ihr Vater, Rechtsgelehrte. Ibn Abd al-Hakam selbst galt ein Experte für die Hadithe. Seine Familie wurde 851 bezichtigt, große Summen Geld veruntreut zu haben und galt daraufhin als diskreditiert.
Ibn Abd al-Hakam verfasste ein Geschichtswerk (Futūḥ Miṣr wa-aḫbāru-hā), das die ägyptische Geschichte von ihren Anfängen bis in die Zeit der arabischen Eroberung behandelt. Berücksichtigt werden auch die weiteren arabischen Eroberungen in Nordafrika und Spanien, Fragen der finanziellen Administration, die Inhaber des obersten Richteramtes in Ägypten sowie Hadithüberlieferer. Das Werk ist vom Standpunkt eines ägyptischen Arabers geschrieben, der die Bedeutung des Landes hervorhebt. Charles Torrey hat den Text 1922 ediert.

## Übersetzungen
- Charles Torrey: The Mohammedan Conquest of Egypt and North Africa in the years 643 to 705 A.D. In: Biblical and Semitic Studies 1, New York 1901, S. 279 ff. (Digitalisat)